# Chauvin
Chauvin je priimek več oseb:
- Ange-Marie-Léon Chauvin (1876–1940), francoski general
- Nicolas Chauvin, francoski vojak
- Yves Chauvin (1930–2015), francoski kemik, nobelovec